# Nickelodeon (instrument)

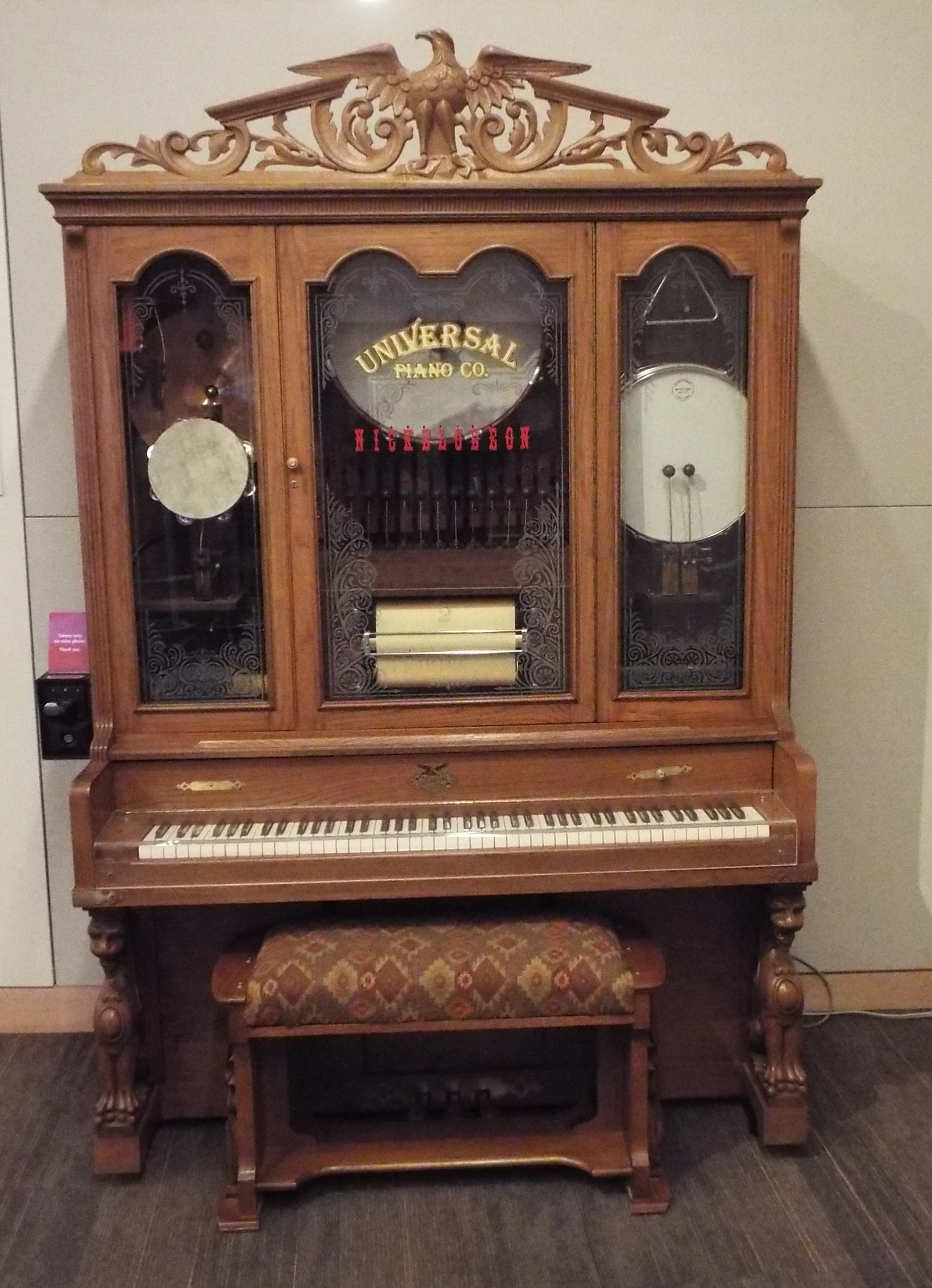
Een nickelodeon

Nickelodeon is een elektrisch zelfspelend meervoudig-muziekinstrument, dat kan worden gezien als de voorloper van de jukebox. Nickelodeons werden speciaal vervaardigd voor restaurants, cafés en dansgelegenheden. De machines werden gemaakt tussen 1910 en 1935 in de Verenigde Staten en in Europa. De machines waren meestal opgebouwd uit één of meerdere muziekinstrumenten rondom een pianola, zoals: de xylofoon, klokken, orgelpijpen, en trommels. Het apparaat wordt aangedreven door een elektromotor die zuigerpompen aandrijft en lucht blaast door een serie van buizen en kleppen in diverse blaasbalgen, die op hun beurt de instrumenten in de nickelodeon kunnen bespelen. De wijze waarop lucht door het apparaat en het buizenstelsel wordt geblazen, wordt geregeld middels ingebouwde orgelboeken in de nickelodeon. Hierdoor worden de verschillende instrumenten aangedreven en bespeeld. Om het apparaat te laten spelen moest er een muntstuk in het muntapparaat worden geworpen, dit was meestal een nickel (oftewel $ 0,05). Hiervan is ook de naam afgeleid: het is een samentrekking van nickel en het Griekse woord ᾠδεῖον (odeion) dat theater betekent.